# Coppa del Mondo di sci di fondo 1988
La Coppa del Mondo di sci di fondo 1988 fu la settima edizione della manifestazione organizzata dalla Federazione Internazionale Sci; ebbe inizio a La Clusaz, in Francia, e si concluse a Rovaniemi, in Finlandia. Nel corso della stagione si tennero i XV Giochi olimpici invernali di Calgary 1988, validi anche ai fini della Coppa del Mondo, il cui calendario non contemplò dunque interruzioni.
La stagione maschile ebbe inizio il 13 dicembre 1987 e si concluse il 27 marzo 1988. Furono disputate 11 gare individuali (5 a tecnica classica, 6 a tecnica libera) e 5 staffette, in 9 diverse località. Lo svedese Gunde Svan si aggiudicò la coppa di cristallo, il trofeo assegnato al vincitore della classifica generale. Non vennero stilate classifiche di specialità; Torgny Mogren era il detentore uscente della Coppa generale.
La stagione femminile ebbe inizio il 13 dicembre 1987 e si concluse il 27 marzo 1988. Furono disputate 10 gare individuali (4 a tecnica classica, 6 a tecnica libera) e 6 staffette, in 9 diverse località. La finlandese Marjo Matikainen si aggiudicò la coppa di cristallo. Non vennero stilate classifiche di specialità; la Matikainen era la detentrice uscente della Coppa generale.

## Uomini

### Risultati
| Data                         | Località      | Nazione          | Spec.      | Primo                                                        | Secondo                                                                                    | Terzo                                                              |
| ---------------------------- | ------------- | ---------------- | ---------- | ------------------------------------------------------------ | ------------------------------------------------------------------------------------------ | ------------------------------------------------------------------ |
| 12 dicembre 1987             | La Clusaz     | Francia          | 15 km TL   | Torgny Mogren                                                | Gunde Svan                                                                                 | Pål Gunnar Mikkelsplass                                            |
| 15 dicembre 1987             | Castelrotto   | Italia           | 30 km TL   | Torgny Mogren                                                | Gunde Svan                                                                                 | Pierre Harvey                                                      |
| 19 dicembre 1987             | Davos         | Svizzera         | 15 km TC   | Gunde Svan                                                   | Pål Gunnar Mikkelsplass                                                                    | Jan Ottosson                                                       |
| 9 gennaio 1988               | Kavgolovo     | Unione Sovietica | 30 km TC   | Vladimir Smirnov                                             | Aleksej Prokurorov                                                                         | Christer Majbäck                                                   |
| 10 gennaio 1988              | Kavgolovo     | Unione Sovietica | 4x10 km TL | dati non disponibili                                         | dati non disponibili                                                                       | dati non disponibili                                               |
| 15 gennaio 1988              | Štrbské Pleso | Cecoslovacchia   | 15 km TL   | Torgny Mogren                                                | Holger Bauroth                                                                             | Giachem Guidon                                                     |
| 16 gennaio 1988              | Štrbské Pleso | Cecoslovacchia   | 4x10 km TC | dati non disponibili                                         | dati non disponibili                                                                       | dati non disponibili                                               |
| XV Giochi olimpici invernali |               |                  |            |                                                              |                                                                                            |                                                                    |
| 15 febbraio 1988             | Calgary       | Canada           | 30 km TC   | Aleksej Prokurorov                                           | Vladimir Smirnov                                                                           | Vegard Ulvang                                                      |
| 19 febbraio 1988             | Calgary       | Canada           | 15 km TC   | Michail Devjat'jarov                                         | Pål Gunnar Mikkelsplass                                                                    | Vladimir Smirnov                                                   |
| 22 febbraio 1988             | Calgary       | Canada           | 4x10 km    | Svezia Jan Ottosson Thomas Wassberg Gunde Svan Torgny Mogren | Unione Sovietica Vladimir Smirnov Vladimir Sachnov Michail Devjat'jarov Aleksej Prokurorov | Cecoslovacchia Radim Nyč Václav Korunka Pavel Benc Ladislav Švanda |
| 27 febbraio 1988             | Calgary       | Canada           | 50 km TL   | Gunde Svan                                                   | Maurilio De Zolt                                                                           | Andi Grünenfelder                                                  |
| 12 marzo 1988                | Falun         | Svezia           | 30 km TL   | Pierre Harvey                                                | Holger Bauroth                                                                             | Kari Ristanen                                                      |
| 13 marzo 1988                | Falun         | Svezia           | 4x10 km TL | dati non disponibili                                         | dati non disponibili                                                                       | dati non disponibili                                               |
| 17 marzo 1988                | Oslo          | Norvegia         | 4x10 km TC | dati non disponibili                                         | dati non disponibili                                                                       | dati non disponibili                                               |
| 19 marzo 1988                | Oslo          | Norvegia         | 50 km TL   | Pierre Harvey                                                | Silvano Barco                                                                              | Maurilio De Zolt                                                   |
| 27 marzo 1988                | Rovaniemi     | Finlandia        | 50 km TC   | Pål Gunnar Mikkelsplass                                      | Oddvar Brå                                                                                 | Harri Kirvesniemi                                                  |

Legenda:

TC = tecnica classica

TL = tecnica libera

### Classifiche

#### Generale

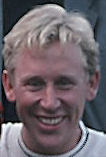
Gunde Svan

| Pos. | Nome                    | Nazione          | Punti |
| ---- | ----------------------- | ---------------- | ----- |
| 1    | Gunde Svan              | Svezia           | 109   |
| 2    | Torgny Mogren           | Svezia           | 100   |
| 3    | Pål Gunnar Mikkelsplass | Norvegia         | 99    |
| 4    | Holger Bauroth          | Germania         | 81    |
| 5    | Vladimir Smirnov        | Unione Sovietica | 71    |
| 6    | Pierre Harvey           | Canada           | 67    |
| 7    | Vegard Ulvang           | Norvegia         | 64    |
| 8    | Jan Ottosson            | Svezia           | 58    |
| 9    | Aleksej Prokurorov      | Unione Sovietica | 57    |
| 10   | Kari Ristanen           | Finlandia        | 50    |

## Donne

### Risultati
| Data                         | Località      | Nazione          | Spec.     | Prima                                                                              | Seconda                                                                 | Terza                                                                             |
| ---------------------------- | ------------- | ---------------- | --------- | ---------------------------------------------------------------------------------- | ----------------------------------------------------------------------- | --------------------------------------------------------------------------------- |
| 13 dicembre 1987             | La Clusaz     | Francia          | 5 km TL   | Marianne Dahlmo                                                                    | Jaana Savolainen                                                        | Simone Greiner-Petter-Memm                                                        |
| 16 dicembre 1987             | Bohinj        | Jugoslavia       | 10 km TL  | Tamara Tichonova                                                                   | Anfisa Rezcova                                                          | Antonina Ordina                                                                   |
| 19 dicembre 1987             | Reit im Winkl | Germania Ovest   | 5 km TL   | Marja-Liisa Kirvesniemi                                                            | Raisa Smetanina                                                         | Marie-Helene Östlund                                                              |
| 20 dicembre 1987             | Reit im Winkl | Germania Ovest   | 4x5 km TC | dati non disponibili                                                               | dati non disponibili                                                    | dati non disponibili                                                              |
| 9 gennaio 1988               | Kavgolovo     | Unione Sovietica | 10 km TC  | Inger Helene Nybråten                                                              | Vida Vencienė                                                           | Antonina Ordina                                                                   |
| 10 gennaio 1988              | Kavgolovo     | Unione Sovietica | 4x5 km TC | dati non disponibili                                                               | dati non disponibili                                                    | dati non disponibili                                                              |
| 15 gennaio 1988              | Dobbiaco      | Italia           | 20 km TL  | Simone Greiner-Petter-Memm                                                         | Anna-Lena Fritzon                                                       | Marie-Helene Östlund                                                              |
| 16 gennaio 1988              | Dobbiaco      | Italia           | 4x5 km TL | dati non disponibili                                                               | dati non disponibili                                                    | dati non disponibili                                                              |
| XV Giochi olimpici invernali |               |                  |           |                                                                                    |                                                                         |                                                                                   |
| 14 febbraio 1988             | Calgary       | Canada           | 10 km TC  | Vida Vencienė                                                                      | Raisa Smetanina                                                         | Marjo Matikainen                                                                  |
| 17 febbraio 1988             | Calgary       | Canada           | 5 km TC   | Marjo Matikainen                                                                   | Tamara Tichonova                                                        | Vida Vencienė                                                                     |
| 21 febbraio 1988             | Calgary       | Canada           | 4x5 km    | Unione Sovietica Svetlana Nagejkina Nina Gavryljuk Tamara Tichonova Anfisa Rezcova | Norvegia Trude Dybendahl Marit Mikkelsplass Anne Jahren Marianne Dahlmo | Finlandia Pirkko Määttä Marja-Liisa Kirvesniemi Marjo Matikainen Jaana Savolainen |
| 25 febbraio 1988             | Calgary       | Canada           | 20 km TL  | Tamara Tichonova                                                                   | Anfisa Rezcova                                                          | Raisa Smetanina                                                                   |
| 13 marzo 1988                | Falun         | Svezia           | 4x5 km TC | dati non disponibili                                                               | dati non disponibili                                                    | dati non disponibili                                                              |
| 17 marzo 1988                | Oslo          | Norvegia         | 30 km TC  | Marjo Matikainen                                                                   | Marja-Liisa Kirvesniemi                                                 | Marit Mikkelsplass                                                                |
| 26 marzo 1988                | Rovaniemi     | Finlandia        | 4x5 km TL | dati non disponibili                                                               | dati non disponibili                                                    | dati non disponibili                                                              |
| 27 marzo 1988                | Rovaniemi     | Finlandia        | 10 km TL  | Marie-Helene Östlund                                                               | Magdalena Forsberg                                                      | Svetlana Nagejkina                                                                |

Legenda:

TC = tecnica classica

TL = tecnica libera

### Classifiche

#### Generale
| Pos. | Nome                       | Nazione          | Punti |
| ---- | -------------------------- | ---------------- | ----- |
| 1    | Marjo Matikainen           | Finlandia        | 107   |
| 2    | Marie-Helene Östlund       | Svezia           | 92    |
| 3    | Marja-Liisa Kirvesniemi    | Finlandia        | 82    |
| 4    | Tamara Tichonova           | Unione Sovietica | 81    |
| 5    | Vida Vencienė              | Unione Sovietica | 78    |
| 6    | Raisa Smetanina            | Unione Sovietica | 65    |
| 7    | Marianne Dahlmo            | Norvegia         | 62    |
| 8    | Simone Greiner-Petter-Memm | Germania Est     | 59    |
| 9    | Inger Helene Nybråten      | Norvegia         | 54    |
| 10   | Pirkko Määttä              | Finlandia        | 52    |